# روتاخ
روتاخ رودی است که از کشور آلمان می‌گذرد. سرچشمه این رود در نزدیکی شهر ویلهلمزدورف است.